# استفانو پاتریتسی
استفانو پاتریتسی (ایتالیایی: Stefano Patrizi؛ زادهٔ ۱۳ اکتبر ۱۹۵۰) بازیگر و تدوین‌گر اهل ایتالیا است.
از فیلم‌ها یا مجموعه‌های تلویزیونی که وی در آن‌ها نقش داشته‌است، می‌توان به تابلوی خانواده در صحنه‌ای از زندگی روزانه، گذرگاه کاساندرا و عمر مختار اشاره نمود.